# Bancelok
Bancelok is een bestuurslaag in het regentschap Sampang van de provincie Oost-Java, Indonesië. Bancelok telt 3467 inwoners (volkstelling 2010).